# SK Trhači Kadaň
SK Trhači Kadaň (celým názvem: Sportovní klub Trhači Kadaň) byl český klub ledního hokeje, který sídlí v Kadani v Ústeckém kraji. Založen byl v roce 1945 pod názvem SK Tatran Kadaň. Svůj současný název nese od roku 1991. V roce 1998 postoupila Kadaň pod vedením trenéra Zdeňka Šindlera do 1. ligy, kterou hral do sezóny 2020/21 ze které poté z finančních důvodů odstoupil. V sezoně 2016/17 představoval kadaňský A-tým farmu pro extraligové celky Piráti Chomutov a HC Energie Karlovy Vary. Od sezóny 1998/99 do 2020/21 působil v 1. lize, druhé české nejvyšší soutěži ledního hokeje. 10. listopadu 2021 odstoupili ze soutěže, zbytek zápasů bylo kontumováno a následoval přímý sestup do druhé ligy. Do druhé ligy Trhači Kadaň nepodali přihlášku, majitel klubu Petr Klíma uvedl že klub nebude dále pokračovat a převedl licenci na druhou ligu týmu HC Draci Bílina 
Klubové barvy byla černá, žlutá a bílá. Své domácí zápasy odehrával na zimním stadionu města Kadaň s kapacitou 3 000 diváků. V Kadani působí již jen klub SK Kadaň hrající krajskou hokejovou ligu.

## Historické názvy
Zdroj: 
- 1945 – SK Tatran Kadaň (Sportovní klub Tatran Kadaň)
- 1959 – TJ Slovan Kadaň (Tělovýchovná jednota Slovan Kadaň)
- 1971 – TJ DNT Kadaň (Tělovýchovná jednota Doly Nástup Tušimice Kadaň)[7]
- 1991 – SK Kadaň (Sportovní klub Kadaň)
- 2016 – SK Trhači Kadaň (Sportovní klub Trhači Kadaň)

## Úspěchy
- Postup do 1. ligy: 1997/98

## Přehled ligové účasti
Stručný přehled
Zdroj: 
- 1971–1972: Severočeský krajský přebor (4. ligová úroveň v Československu)
- 1972–1973: Divize – sk. B (3. ligová úroveň v Československu)
- 1973–1975: Divize – sk. B (4. ligová úroveň v Československu)
- 1975–1977: Divize – sk. C (4. ligová úroveň v Československu)
- 1990–1991: Severočeský krajský přebor (4. ligová úroveň v Československu)
- 1991–1992: 2. ČNHL – sk. A (3. ligová úroveň v Československu)
- 1992–1993: Severočeský krajský přebor (4. ligová úroveň v Československu)
- 1993–1995: Severočeský krajský přebor (4. ligová úroveň v České republice)
- 1995–1998: 2. liga – sk. Západ (3. ligová úroveň v České republice)
- 1998–2021: 1. liga (2. ligová úroveň v České republice)

Jednotlivé ročníky
Zdroj: 
Legenda: ZČ - základní část, červené podbarvení - sestup, zelené podbarvení - postup, fialové podbarvení - reorganizace, změna skupiny či soutěže
| Československo (1971 – 1993) |                            |           |           |                                       |                   |
| Sezóny                       | Soutěž                     | Úroveň    | ZČ        | Play-off, nadstavba, sk. o udržení... | Poznámky          |
| 1971/72                      | Severočeský krajský přebor | 4. úroveň | 1. místo  |                                       | Postup            |
| 1972/73                      | Divize – sk. B             | 3. úroveň | 4. místo  |                                       | Reorganizace      |
| 1973/74                      | Divize – sk. B             | 4. úroveň | 2. místo  |                                       |                   |
| 1974/75                      | Divize – sk. B             | 4. úroveň | 3. místo  |                                       | Změna skupiny     |
| 1975/76                      | Divize – sk. C             | 4. úroveň | 4. místo  |                                       |                   |
| 1976/77                      | Divize – sk. C             | 4. úroveň | 3. místo  |                                       | Reorganizace      |
| ...                          |                            |           |           |                                       |                   |
| 1990/91                      | Severočeský krajský přebor | 4. úroveň | 1. místo  |                                       | Postup            |
| 1991/92                      | 2. ČNHL – sk. A            | 3. úroveň | 8. místo  |                                       | Sestup            |
| 1992/93                      | Severočeský krajský přebor | 4. úroveň | ?. místo  |                                       |                   |
| Česko (1993 – )              |                            |           |           |                                       |                   |
| Sezóny                       | Soutěž                     | Úroveň    | ZČ        | Play-off, nadstavba, sk. o udržení... | Poznámky          |
| 1993/94                      | Severočeský krajský přebor | 4. úroveň | 1. místo  | Finále                                | Baráž o 2. ligu   |
| 1994/95                      | Severočeský krajský přebor | 4. úroveň | 1. místo  | Finále                                | Baráž o 2. ligu   |
| 1995/96                      | 2. liga – sk. Západ        | 3. úroveň | 14. místo | Ne                                    |                   |
| 1996/97                      | 2. liga – sk. Západ        | 3. úroveň | 4. místo  | Čtvrtfinále                           |                   |
| 1997/98                      | 2. liga – sk. Západ        | 3. úroveň | 1. místo  | Finále                                | Baráž o 1. ligu   |
| 1998/99                      | 1. liga                    | 2. úroveň | 9. místo  | Ne                                    |                   |
| 1999/00                      | 1. liga                    | 2. úroveň | 9. místo  | Ne                                    | Skupina o udržení |
| 2000/01                      | 1. liga                    | 2. úroveň | 9. místo  | Ne                                    | Skupina o udržení |
| 2001/02                      | 1. liga                    | 2. úroveň | 8. místo  | Čtvrtfinále                           |                   |
| 2002/03                      | 1. liga                    | 2. úroveň | 11. místo | Ne                                    | Skupina o udržení |
| 2003/04                      | 1. liga                    | 2. úroveň | 9. místo  | Ne                                    |                   |
| 2004/05                      | 1. liga                    | 2. úroveň | 9. místo  | Ne                                    |                   |
| 2005/06                      | 1. liga                    | 2. úroveň | 12. místo | Ne                                    |                   |
| 2006/07                      | 1. liga                    | 2. úroveň | 13. místo | Ne                                    | Reorganizace      |
| 2007/08                      | 1. liga – sk. Západ        | 2. úroveň | 5. místo  | Předkolo                              | Reorganizace      |
| 2008/09                      | 1. liga                    | 2. úroveň | 11. místo | Předkolo                              |                   |
| 2009/10                      | 1. liga                    | 2. úroveň | 8. místo  | Čtvrtfinále                           |                   |
| 2010/11                      | 1. liga                    | 2. úroveň | 10. místo | Předkolo                              |                   |
| 2011/12                      | 1. liga                    | 2. úroveň | 10. místo | Ne                                    |                   |
| 2012/13                      | 1. liga                    | 2. úroveň | 5. místo  | Čtvrtfinále                           |                   |
| 2013/14                      | 1. liga                    | 2. úroveň | 12. místo | Ne                                    |                   |
| 2014/15                      | 1. liga                    | 2. úroveň | 7. místo  | Předkolo                              |                   |
| 2015/16                      | 1. liga                    | 2. úroveň | 9. místo  | Předkolo                              |                   |
| 2016/17                      | 1. liga                    | 2. úroveň | 13. místo | Ne                                    |                   |
| 2017/18                      | 1. liga                    | 2. úroveň | 14. místo | Ne                                    |                   |
| 2018/19                      | 1. liga                    | 2. úroveň | 15. místo | Ne                                    |                   |
| 2019/20                      | 1. liga                    | 2. úroveň | 15. místo | Ne                                    |                   |
| 2020/21                      | 1. liga                    | 2. úroveň | 18. místo | Ne                                    |                   |
| 2021/22                      | 1. liga                    | 2. úroveň | 17. místo | Ne                                    | Sestup            |